# ویلیام رنشا
 ویلیام رنشا (انگلیسی: William Renshaw؛ زاده ۳ ژانویهٔ ۱۸۶۱ درگذشته ۱۲ اوت ۱۹۰۴) یک تنیس‌باز اهل بریتانیا بود.